# Праздники Франции
Французские национальные праздники разделяются на две группы:
- праздники, имеющие фиксированную дату;
- праздники, дата которых зависит от даты Пасхи.

| Дата       | Русское название               | Местное название                              | Примечания |
| ---------- | ------------------------------ | --------------------------------------------- | --- |
| 1 января   | Новый год                      | Jour de l’An                                  | Не является главным праздником декабря-января, уступая Рождеству по размаху празднования.                                                                         |
| 6 января   | Богоявление                    | Fête des Rois                                 | - |
| 2 февраля  | Сретение Господне              | La Chandeleur                                 | - |
| 8 марта    | Международный женский день     | Journée internationale des droits de la femme | - |
| 1 мая      | Праздник труда                 | Fête du Travail                               | День солидарности трудящихся |
| 8 мая      | День победы                    | Victoire 1945                                 | Ввиду разницы часовых поясов, момент подписания капитуляции, давшей начало празднику, произошёл 8 мая по парижскому времени и 9 мая по московскому.               |
| 21 июня    | День музыки во Франции         | Fête de la Musique                            | По всей стране проходят многочисленные парады и концерты, во время которых исполняется музыка всех жанров — как профессиональными коллективами, так и любителями. |
| 14 июля    | Национальный День Франции      | Fête nationale                                | Фейерверки по всей стране, военный парад в Париже |
| 15 августа | Успение Богородицы             | Assomption                                    | День смерти и вознесения Богородицы |
| 1 ноября   | День всех святых               | Toussaint                                     | В этот день обычно посещают могилы родственников. |
| 11 ноября  | Окончание Первой мировой войны | Armistice 1918                                | Традиционно проводятся две минуты молчания в 11 часов утра на 11-й день 11-го месяца                                                                              |
| 25 декабря | Рождество                      | Noël                                          | Во Франции Рождество празднуется 25 декабря. |
| 26 декабря | День Первомученика Стефана     | Saint Étienne                                 | Выходной только в приграничных с Германией областях (Haut-Rhin, Bas-Rhin и Moselle).                                                                              |

| Дата                                                      | Русское название          | Местное название   | Примечания                                                                           |
| --------------------------------------------------------- | ------------------------- | ------------------ | ------------------------------------------------------------------------------------ |
| Последний день перед началом католического Великого поста | Жирный вторник, Марди Гра | Mardi gras         | Мировой аналог славянского праздника Масленицы                                       |
| Пятница перед Пасхой                                      | Страстная пятница         | Vendredi Saint     | Выходной только в приграничных с Германией областях (Haut-Rhin, Bas-Rhin и Moselle). |
| Понедельник после Пасхи                                   | Светлый понедельник       | Lundi de Pâques    | Первый понедельник после праздника Пасхи                                             |
| Шестой четверг после Пасхи                                | Вознесение                | Ascension          | Четверг, 40 дней после Пасхи                                                         |
| Седьмой понедельник после Пасхи                           | День Святой Троицы        | Lundi de Pentecôte | Понедельник, 50 дней после Пасхи                                                     |